# 방촌문화재단
방촌문화재단(라인문화재단)은 한국예술문화의 창조적 활동과 예술문화 인재양성 및 학술진흥을 통한 국민정신문화 향상과 지역문화육성 지원을 목적으로 1994년 5월 26일 설립된 문화체육관광부 소관의 재단법인이다. 사무실은 광주광역시 남구 서2동 111-14 라인빌딩에 있다.

## 주요 사업
- 예술 각분야 예술인에 대한 창작 지원금 및 장려금 지급
- 예술유공자에 대한 무진문화상 수여
- 미술전시관, 연주회관, 자료실 등 문화공간 설치